# 조비 (고려)
조비(趙妃, 생몰년 미상)는 고려의 제26대 왕 충선왕의 제5비로, 충선왕비 조씨(忠宣王妃 趙氏)라고도 하며, 본관은 평양(平壤)이다.

## 생애

### 가계
증조부는 용양위(龍驤衛)를 지내고, 밀직사(密直事) 추증(追贈) 된 조홍유(趙洪裕)이시며, 조부는 금오위별장(金吾衛別將)을 지내고, 추밀원부사(樞密院副使)에 추증(追贈) 된 조영(趙瑩)이며, 부친은 평양군(平壤君) 조인규(趙仁規)이고, 외조부는 한양조씨(漢陽趙氏) 사재경(司宰卿) 조온려(趙溫呂)이다. [ 趙從耘(1607∼1683)의 氏族源流 平壤趙氏 ]
아버지 조인규(趙仁規)는 몽고어와 한어(漢語)에 밝아 조정의 조칙을 틀리는 곳 없이 번역하였다.

### 세자비 책봉
1292년(충렬왕 18년) 6월 무진일 당시 세자로 있던 충선왕에게 시집을 와 세자비에 책봉되었다.
즉, 충선왕의 정비이자 훗날 대립 관계로 발전하는 계국대장공주보다는 4년 먼저 충선왕과 혼인한 것이다.
따라서 조비는 정비 왕씨에 이어 충선왕의 제2비였으나, 몽골 출신인 계국대장공주와 의비 등에 밀려 제4비로 기록되었다.

### 계국대장공주와의 대립
조비는 평소 충선왕의 총애를 받았는데, 이는 조비보다 4년 후에 고려로 시집 온 계국대장공주(이하 공주)의 엄청난 질투를 샀다.
1298년(충선왕 즉위년) 4월 공주는 당시 원나라에서 사용하던 문자인 외오아 문자를 사용하여 원나라 태후에게 편지를 썼는데,
당시 편지에 “조비가 저를 저주하여, 왕이 저를 사랑하지 못하도록 합니다.”라고 썼다. 이를 자신의 시종인 활활대와 활활불화를 시켜 원나라로 전하게 했다. 그러나 이를 알아챈 충선왕이 박선(조인규의 사위)을 시켜 두 사람에게 편지의 내용을 물었으나, 두 사람은 편지의 내용을 말하기는커녕 도리어 박선을 구타하기만 하였다. 이에 겁에 질린 충선왕은 부왕 충렬왕에게 이러한 사실을 고하자, 충렬왕은 공주의 처소로 가서 공주와 활활불화, 활활대, 장길철리 등을 위로하고 노비, 여자 등을 하사하기까지 하였다. 하지만 공주는 끝내 두 사람을 원나라로 보내어 기어이 원나라 태후에게 이 일이 들어가게 하였다.
1298년(충선왕 즉위년) 5월 궁궐 문에 익명서 한 장이 붙었는데, 익명서에는,
“조인규의 처가 무당을 시켜서 저주를 하여, 왕이 공주는 사랑하지 않고 자기 딸만을 사랑하게 해 달라고 했다.”라고 적혀 있었다. 이 익명서는 당시 사재주부(司宰主簿) 윤언주가 붙인 것이었다. 어쨌든 이 익명서로 인해 공주는 조인규와 그 처, 조인규의 아들 조서(趙瑞)·조연(趙璉)·조후(趙珝), 조인규의 사위 박의(朴義)·노영수(盧穎秀)와 딸들까지 모조리 가두어 버렸다.
다시 사람을 시켜 원나라에 이 사실을 고하게 하였다. 당시 충선왕, 상락백(上洛伯) 김방경 등은 이를 못 가게 막으려 하였으나 실패하였다.
1298년(충선왕 즉위년) 5월 병술일 공주가 조비(趙妃)를 투기하자 공주의 유모가 무뢰배들과 함께 몰래 음모를 꾸며, 공주가 왕에게서 소박을 맞았다고 하면서 코케부카[闊闊不花]·코케다이[闊闊歹]와 대장군(大將軍) 김정(金精)·오정규(吳挺圭) 등을 원나라에 보내 태후에게 고자질 하게 했다.
1298년(충선왕 즉위년) 5월 활활불화 등이 원나라 태후의 사신과 함께 고려로 들어왔는데, 황제의 명이라며 조비와 최충소, 장군 유온 등을 모두 가두어버렸다.
1298년(충선왕 즉위년) 6월 정사일 원나라의 사신은 조인규와 그 처를 국문하였는데, 조인규의 처는 매우 참혹한 국문을 이기지 못하고 끝내 허위 자백을 하고 말았다.
결국 조비와 환관 이온을 비롯하여 조인규와 그 처, 아들과 사위 최충소(崔沖紹)·박선(朴瑄) 모두를 원나라에 압송되었다. 또 원나라 태후는 홍군상을 시켜 충선왕과 공주를 동침하게 하였다..
1305년(충렬왕 31년) 그녀의 아버지 조인규는 방면되었다.
이 일이 있은 후 충선왕은 즉위 7개월 만에 폐위되고, 태상왕으로 있던 충렬왕이 복위한다.
또한 이 사건을 기점으로 충렬왕과 충선왕 부자 및 두 왕 주변의 세력들은 정적이 되어 약 10여 년간의 정쟁으로 비화된다.
훗날 조비 일가는 복권되었을 뿐 아니라 고려 후기의 대표적 재상 가문으로 발전하였다.

### 사망과 후손
조비가 원나라로 끌려간 이후 어떻게 되었는지는 기록이 전혀 전하지 않는다. 또 생몰년이나 사망지, 능지에 대한 기록 역시 없다. 시호도 전하는 것이 없고, 단지 그녀의 성인 조(趙)에 비(妃)를 붙여 조비(趙妃), 또는 충선왕비 조씨(忠宣王妃 趙氏)라고만 한다. 충선왕과의 사이에서 자녀는 없었다.
조서, 조련, 조후, 조위 등은 그녀와 남매이다. 이중 조련은 훗날 조선의 개국 공신이 되는 조준의 할아버지이다.

## 가족 관계
- 아버지 : 조인규(趙仁規, 1237~1308)
  - 오빠 : 조서(趙瑞, ?~1313)
  - 남동생 : 조련(趙璉, ?~1322)
  - 남동생 : 조후(趙珝, 改名 延壽, 1278~1325)
  - 남동생 : 조의선(趙義旋)
  - 남동생 : 조위(趙瑋, 1287~1348)
  - 형부[8] : 박의(朴義, ?~1321[13])
  - 형부 : 지제교(知制誥) 노영수(盧潁秀)
  - 남편 (재혼) : 평장정사(平章政事) 오말(吳抹) 또는 오마아(烏馬兒)
  - 제부 : 최충소(崔忠紹, 생몰년 미상[14])
  - 제부 (재혼) : 지각문사(知閣門事) 백효주(白孝珠)
  - 제부[15] : 박경량(朴景亮, 또는 박선, ?~1320[16])
  - 제부 (재혼) : 용양위대호군(龍虎軍大將軍) 염세충(廉世忠)
- 시아버지 : 제25대 충렬왕(忠烈王, 1236~1308, 재위:1274~1308)
- 시어머니 : 제국대장공주(齊國大長公主,1259~1297)
  - 남편 : 제26대 충선왕(忠宣王, 1275~1325, 재위:1298, 1308~1313)